# Kuwalk
Kuwalk ist ein Gemeindeteil im Ortsteil Jännersdorf der Gemeinde Marienfließ im Landkreis Prignitz in Brandenburg.

## Geografie
Die nördlichste Siedlung des Landkreises Prignitz liegt 4 Kilometer nordnordöstlich von Jännersdorf und 13 Kilometer nordnordöstlich von Putlitz. Die Nachbarorte sind Wilsen im Norden, Darß im Osten, Wahlstorf im Südosten, Jännersdorf im Süden, Neu Redlin im Südwesten, Redlin im Westen sowie Klein Pankow im Nordwesten.

## Geschichte
Die erste schriftliche Erwähnung des Ortes stammt aus dem Jahr 1355. Darin wird er mit den Worten „in villa Cowal slavicali“ verzeichnet.